# 蘇兆先
苏兆先（1575年—1631年），字尔开，號在蓼，福建泉州府南安縣軍籍。

## 生平
生于明万历三年（1575年）六月廿六日子时，万历三十七年（1609年）己酉科福建乡试举人，四十七年（1619年）己未科進士，授行人司行人，天啓二年十月与翰林院检讨缪昌期册封建德王妃陈氏。天啓五年四月考选，授刑科给事中。首陈《实求安攘一疏》、《嗣上清仕路保泰宁一疏》。所弹驳皆借交植党众莫敢问，居庸原有军站，扣其月粮备贴过官往来之费，上乞甦边困外固藩，疏又有检官马弊，乞设策稽查疏。九月，辽东总兵马世龙遣副总兵鲁之甲等谋袭锦州，渡河败殁，兆先参劾马世龙，并及枢辅孙承宗。十二月，疏参南京户部尚书周希圣、御史蒋允仪、赵延庆，俱削籍为民。六年四月宁远叙捷，升俸一级，賞银十二两。时三殿鼎建，有巡工之命，兼巡视库藏，缉获揽头周应时匿焰硝总计四万二千六百斤，乞敕下法司究赃正法。六年九月升本科左给事，七年八月叙宁锦功及殿工，加升一级，升太常寺少卿，照旧管事。崇祯元年三月，仍以太常寺少卿管工科事。四月改礼科左给事中，再升吏科左给事中，八月出为陝西提學副使。崇祯二年四月，以涉嫌“阉党”，削职返乡。卒于崇祯四年十一月二十一日申时，享年五十七岁。

## 家族
曾祖蘇琪。祖蘇以睿。父蘇维穀。
配黄氏。有二子：苏望紫、苏望奎。孙男八人。
高祖苏真定（号俨斋），曾祖苏琳（号逸泉），祖苏以睿（号葵山），父苏维谷（号仰葵），母陈氏。